# 天桥湾小区
39°54′37″N 116°39′12″E / 39.91022°N 116.65327°E
天桥湾小区是北京市通州区新华街道的一座小区，位于运河商务区中心。1994年由通县天桥湾小区房地产开发部开发，1995年建成。

## 历史
小区属于老旧小区，曾经没有物业管理，设施老旧、环境不佳。2017年，随着北京城市副中心建设，小区进行了改造。2018年6月10日，改造正式开始，修缮了墙体，安装了高等级防火材料制成的保温板，电线入地，拆除违建，进行了绿化，还将闲置房屋变为菜店、老年驿站等，是城市副中心首个完成“精细化试点改造”的老旧小区。旁边的通惠河也进行了美化装修，与西海子公园、通州燃灯塔连成了一体。小区还探索打造了“天桥湾”模式解决老旧小区充电难问题。社区党支部书记米妍自豪地说，第一次来的人都说，改造后的小区看着就像“别墅区”。
2020年1月19日下午，市委书记蔡奇、市长陈吉宁走进社区居委会、便民空间、超市等地，与居民、工作人员等互动交流。
2021年1月，小区举办了名叫“美丽天桥湾”的书画摄影展，展示了小区的变化，受到《新闻联播》报道。